# Деалу Ботиј (Клуж)
Деалу Ботиј (рум. Dealu Botii) насеље је у Румунији у округу Клуж у општини Белиш. Oпштина се налази на надморској висини од 1181 m.

## Становништво
Према подацима из 2002. године у насељу је живело 53 становника, од којих су сви румунске националности.